# Pelleport (stacja metra)
Pelleport – stacja 3 bis linii metra  w Paryżu. Znajduje się w 20. dzielnicy Paryża. Została otwarta 27 marca 1971.